# San Giovanni la Punta

Ubicació de San Giovanni la Punta dins de la província

San Giovanni la Punta (sicilià San Giuvanni la Punta) és un municipi italià, situat a la regió de Sicília i a la ciutat metropolitana de Catània. L'any 2007 tenia 21.223 habitants. Limita amb els municipis d'Aci Bonaccorsi, Pedara, San Gregorio di Catania, Sant'Agata li Battiati, Trecastagni, Tremestieri Etneo, Valverde i Viagrande.

## Administració
| Període | Identitat              | Partit         |
| ------- | ---------------------- | -------------- |
| 2008-   | Andrea Barbaro Messina | Centreesquerra |